# Взяття Мстислава (1654)
Взяття Мстислава — битва під час літньої кампанії 1654 року в межах російсько-польської війни 1654—1667 років.

## Хід подій
| |  |  |
| Фрески кармеліцького костелу у Мстиславі: взяття московитами замку (зліва) та різня мирного населення (праворуч) |  |  |

Основне угруповання московських військ наступало на Мінськ. Водночас його похід з півдня забезпечували війська Трубецького, які 18 липня взяли в облогу Мстислав. Місто захищала місцева литовська шляхта та міщани на чолі з Яном Статкевичем. Під охорону воєводських мурів з потужним замком збігся народ з далеких околиць, захопивши з собою документи і все можливе рухоме майно. Серед захисників міста був і Олександр Івіцький гербу Кушаба, загиблий під час боїв за місто. Становище оборонців ускладнювалося втечею частини солдат, які покинули місто під приводом поїздки. 22 липня Мстислав був захоплений, а росіяни вчинили масове вбивство мирного населення міста. Тоді загинуло близько 15 000 осіб, у тому числі жінки та діти. У живих залишили 700 осіб, переважно майстрів, потрібних Московській державі, яких згодом силоміць переселили в глиб Московії. Переселених жителів Мстислава називали недосєки (рос. недосеки).

## Різанина Трубецького
В історіографії взяття Мстиславля загалом називається «Різаниною Трубецького». Стверджується, що внаслідок цього загинуло майже все населення міста.
У паперах князя Федіра Волконського говориться, що князь Олексій Трубецький «…місто Мстиславль взяв і висік і випалив, а побив у ньому більше п'ятнадцяти тисяч [чоловік]». Про масові вбивства мирного населення Мстиславля російськими військами йдеться також у «Палацових розрядах», про це писав великий гетьман литовський Януш Радзивілл. Уцілілий після погрому в Мстиславлі член мстиславського гарнізону Котел рапортував про те, що війська Трубецького в Мстиславлі вбивали шляхтичів, міщан, євреїв, а потім шукали серед трупів тих, хто вцілів, і їх забирали в полон. Білоруський історик Михайло Без-Корнілович писав про те, що пам'ять про «різанину Трубецького» в Мстиславлі зберігалася в народних переказах навіть у середині XIX століття. На думку історика Андрія Метельського, велика кількість загиблих при обороні міста свідчить про те, що в Мстиславлі ховалася значна кількість населення з усього Мстиславського воєводства.
Згідно з Василем Мелешком, розповідаючи про штурм Мстиславля Богдану Хмельницькому, цар Олексій Михайлович у своїй грамоті писав, що місто «…взяты взятьем и шляхты, поляков и литвы и иных служылых людей и ксензов и езвуитов и иного их чину побито больши десяти тысяч человек».

## Пам'ять
У костелі Пресвятої Богородиці збереглася фреска XVII ст., присвячена Різанині Трубецького. На ній зображено облогу міста та вбивство ченців. Прізвища загиблих монахинь: ігумен (настоятель) Мельхіор Тарговський, проповідник Олексій Борх, а також Арсен Гладишевич.
Як свідчать археологічні розкопки Замчища, нижче сучасних міст є потужний шар руйнації, щебеню та вугілля, що відноситься до XVII ст., чавунні та кам'яні ядра, зруйновані хати з багатими кахляними печами та ін.